# NGC 2500
NGC 2500 là một thiên hà xoắn ốc dạng thanh trong chòm sao Lynx được William Herschel phát hiện vào năm 1788. Giống như nhóm địa phương nơi có thiên hà Milky Way của chúng ta, NGC 2500 là một phần của nhóm thiên hà NGC 2841, bao gồm NGC 2541, NGC 2537 và NGC 2552. Nó có nhân H II  và thể hiện cấu trúc vòng trong yếu.